# Belvì
Belvì – miejscowość i gmina we Włoszech, w regionie Sardynia, w prowincji Nuoro. Graniczy z Aritzo, Atzara, Desulo, Meana Sardo, Sorgono i Tonara.
Według danych na rok 2004 gminę zamieszkiwało 741 osób, 41,2 os./km².